# Obersfeld
Obersfeld ist ein Gemeindeteil der Gemeinde Eußenheim im unterfränkischen Landkreis Main-Spessart in Bayern.

## Geographie

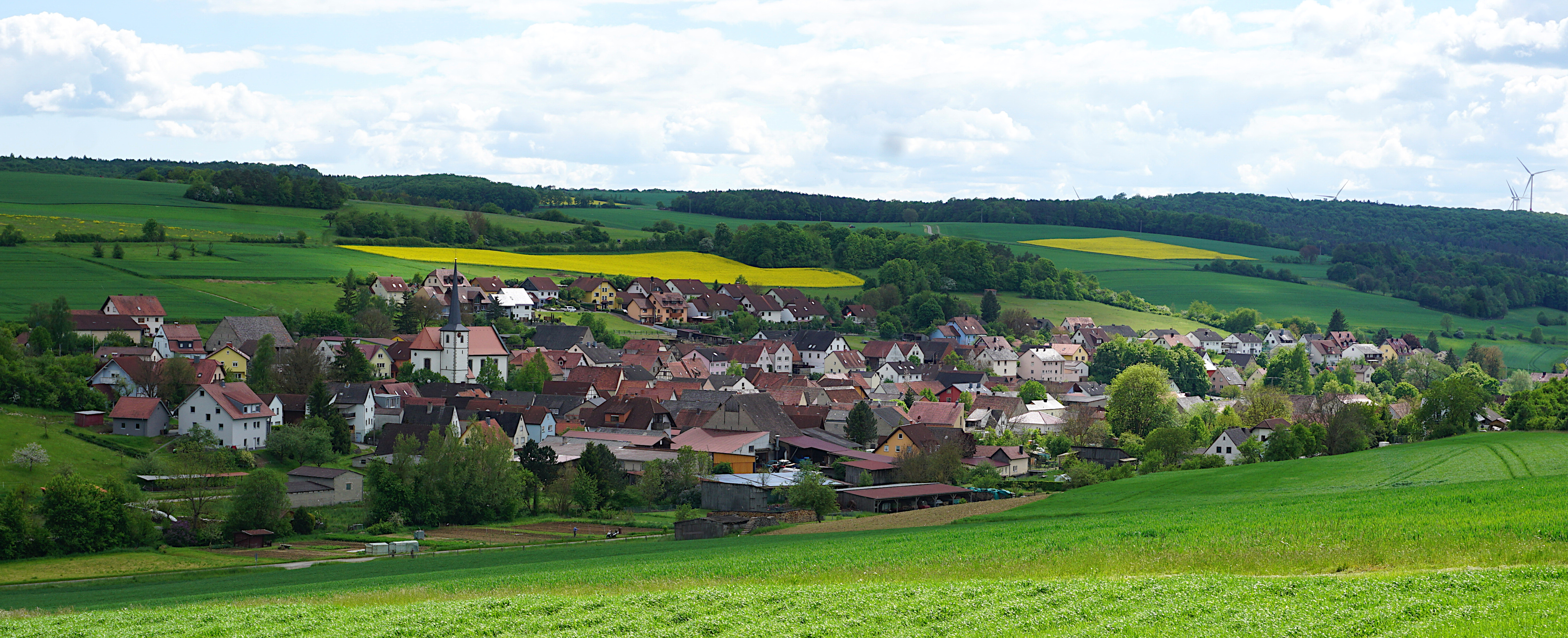
Obersfeld aus nördlicher Richtung aus gesehen

Das Kirchdorf liegt am Aschbach auf 225 m ü. NHN an der Kreisstraße MSP 1 zwischen Hundsbach und Altbessingen. Nördlich liegt der Truppenübungsplatz Hammelburg.